# Eualus pusiolus
Eualus pusiolus is een garnalensoort uit de familie van de Hippolytidae. De wetenschappelijke naam van de soort is voor het eerst geldig gepubliceerd in 1841 door Krøyer.